# Thecodontosaurus

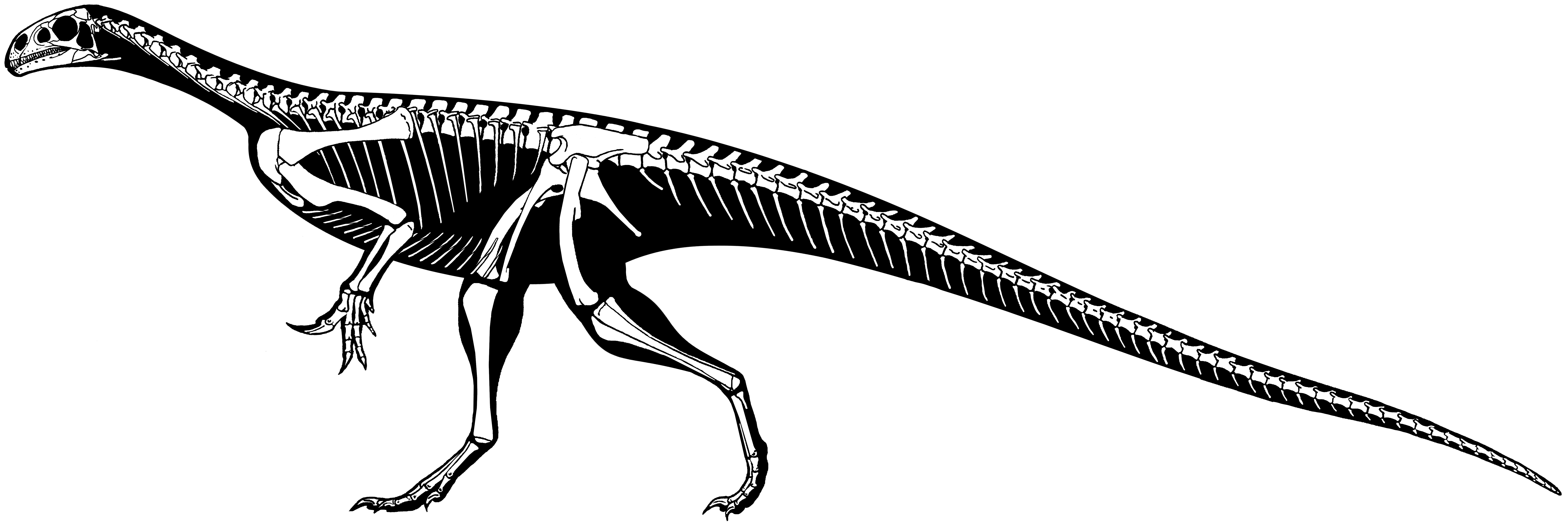
Skelettrekonstruktion

Thecodontosaurus („Wurzelzahnechse“) war ein etwa 2,5 Meter langer Dinosaurier aus der Gruppe der Sauropodomorpha, der vor über 200 Millionen Jahren am Ende der Trias (Rhaetium) lebte. Die Gattung ist von mehr als 100 einzelnen, nicht im anatomischen Zusammenhang gefundenen Skelettteilen ausgewachsener Exemplare und einem teilweise erhaltenen Skelett eines etwa einen Meter langen Jungtieres bekannt. Alle fossilen Überreste wurden in England und Wales gefunden.
Typusart ist Thecodontosaurus antiquus. Als Nomina dubia gelten Thecodontosaurus dubius und  Thecodontosaurus minor. Der ursprünglich in die Gattung gestellte Thecodontosaurus caducus gehört jetzt als Pantydraco caducus zu einer anderen Gattung.

## Merkmale
Thecodontosaurus wurde etwa 2,5 Meter lang. Der Schädel war relativ klein (5 % der Körperlänge). Als einer der ersten Prosauropoden hat Thecodontosaurus lanzettförmige Zähne mit gesägten Kronen. Der Rumpf war relativ kurz und wie bei allen primitiven Prosauropoden waren seine Vorderbeine kürzer als seine Hinterbeine. Deshalb nimmt man an, dass Thecodontosaurus sich biped (nur mit den Hinterbeinen) fortbewegte.

## Systematik
Thecodontosaurus wurde 1836 von Riley und Stuchbury beschrieben, das Reptil war also schon sechs Jahre vor der Beschreibung der Dinosaurier durch Richard Owen im Jahr 1842 bekannt. Erst Thomas Henry Huxley erkannte 1870 die Zugehörigkeit der Gattung zu den Dinosauriern. Heute gilt er als urtümlichster Vertreter der Prosauropoda.
Kladogramm:
|  | Plateosaurus                                                   |
|  |                                                                |
|  | \| \| Massospondylidae \| \| \| \| \| \| Sauropoda \| \| \| \| |
|  |                                                                |
|  | Massospondylidae                                               |
|  |                                                                |
|  | Sauropoda                                                      |
|  |                                                                |

|  | Massospondylidae |
|  |                  |
|  | Sauropoda        |
|  |                  |

|  | Plateosaurus                                                   |
|  |                                                                |
|  | \| \| Massospondylidae \| \| \| \| \| \| Sauropoda \| \| \| \| |
|  |                                                                |
|  | Massospondylidae                                               |
|  |                                                                |
|  | Sauropoda                                                      |
|  |                                                                |

|  | Massospondylidae |
|  |                  |
|  | Sauropoda        |
|  |                  |